# Rastsvetaevita
La rastsvetaevita és un mineral de la classe dels silicats, que pertany al grup de l'eudialita. Rep el nom en honor de Ramiza K. Rastsvetaeva (1936 -), destacada cristal·lògrafa russa de l'Acadèmia de Ciències de Moscou.

## Característiques
La rastsvetaevita és un silicat de fórmula química Na₂₇K₈Ca₁₂Fe₃Zr₆Si₅₂O₁₄₄(O,OH,H₂O)₆Cl₂. Va ser aprovada com a espècie vàlida per l'Associació Mineralògica Internacional l'any 2000, i la primera publicació data del 2003. Cristal·litza en el sistema trigonal. La seva duresa a l'escala de Mohs es troba entre 5 i 6.
Segons la classificació de Nickel-Strunz, la rastsvetaevita pertany a «09.CO: Ciclosilicats amb enllaços de 9 [Si9O27]18-» juntament amb els següents minerals: al·luaivita, eudialita, ferrokentbrooksita, kentbrooksita, khomyakovita, manganokhomyakovita, oneil·lita, raslakita, feklichevita, carbokentbrooksita, zirsilita-(Ce), ikranita, taseqita, golyshevita, labirintita, johnsenita-(Ce), mogovidita, georgbarsanovita, aqualita, dualita, andrianovita, voronkovita i manganoeudialita.
L'exemplar que va servir per a determinar l'espècie, el que es coneix com a material tipus, es troba conservat al Museu Mineralògic Fersmann, de l'Acadèmia Russa de les Ciències, a Moscou (Rússia).

## Formació i jaciments
Va ser descoberta al mont Rasvumtxorr, situat al massís de Khibini, a l'óblast de Múrmansk (Rússia). També ha estat descrita al proper mont Eveslogtxorr. Aquests dos indrets són els únics de tot el planeta on ha estat descrita aquesta espècie mineral.